# 界首村 (松阳县)
界首村为位于中国浙江省丽水市松阳县赤寿乡的一个以刘姓、张姓为主，兼有陈、颜、缪等姓的聚居村落，背依大岗、小岗和金字山，西临松阴溪，临近龙丽高速公路遂昌东出入口。现为行政村，下辖界首、上坞源两个自然村，有农户305户，人口861人（截至2015年底），茶叶为该村的主要产业。
该村位于松阳县境西北与遂昌县交界处，东南距松阳县城约20公里，西北距遂昌县城约12公里，为遂昌入松阳境内的第一个村，故称界首。刘姓居民于明代中叶迁居至此，繁衍至今。村落位于松阳与遂昌间的古驿道上，又临松阴溪，历史上水陆交通发达，温州货物经瓯江、松阴溪水路运至此地，再改由陆路运至遂昌、龙游等地，为重要的货物集散中转站。村内主街即古驿道，呈西北-东南走向，长约500米，主要建筑也集中在主街之上，包括刘氏宗祠、张氏宗祠、禹王宫、陶氏节孝坊、过街青石拱门（三座）、震东女子两等小学堂旧址和刘德怀故居等（其中震东女子两等小学堂旧址为松阳县历史建筑，其余为松阳县文物保护点），多为建于清代的两进或三进泥木结构房屋，白墙、灰瓦、硬山顶，此外在村东首存有唐宋时期的水井岭头窑址（松阳县文物保护单位）。2006年入选第三批浙江省历史文化名村，2013年入选第二批中国传统村落。